# Río Trancão
El río Trancão (antiguamente llamado río de Sacavém) es un pequeño río portugués, de la cuenca del Tajo, de cerca de 29 kilómetros de longitud, situado en el Distrito de Lisboa. Atraviesa la localidad de Sacavém habiendo sido en el pasado un importante puerto fluvial. Desemboca en el mar de la Paja, esto es, en el río Tajo.
- Datos: Q448797
- Multimedia: Rio Trancão / Q448797